# Gabriel Minadeo Ramírez
Gabriel Minadeo Ramírez, nadimka Gaby (27. srpnja 1967.) je bivši argentinski hokejaš na travi. Visine je 168 cm.

## Karijera
Igrao je u klubu Banco Provincia od 1983. do 2003., nakon čega se povukao iz muškog hokeja na travi kao igrač.
Svojim igrama je izborio mjesto u argentinskoj reprezentaciji, u kojoj je igrao od 1985. do 1996.
Poslije se posvetio trenerskom poslu. Vodio je od 2005. argentinsku žensku reprezentaciju, naslijedivši na tom mjestu Sergia Vigila, sve do ožujka 2009., kada ga je zamijenio Carlos Retegui.

## Sudjelovanje na velikim natjecanjima
- kao igrač
- 1987.: Panameričke igre u Indianapolisu, srebro
- 1988.: OI u Seulu, 8.
- 1990.: SP u Lahoreu, 9.
- 1991.: Panameričke igre u Havani, zlato
- 1992.: OI u Barceloni, 11.
- 1995.: Panameričke igre u Mar del Plati, zlato
- 1996.: OI u Atlanti, 9.

- kao trener
- 2005.: Trofej prvakinja u Canberri, 4.
- 2006.: Trofej prvakinja u Amstelveenu, 4.
- 2006.: SP u Madridu, bronca
- 2006.: j.am. prvenstvo u Buenos Airesu, zlato
- 2007.: Trofej prvakinja u Quilmesu, srebro
- 2007.: Panameričke igre u Rio de Janeiru, zlato
- 2008.: Trofej prvakinja u Mönchengladbachu, zlato
- 2008.: OI u Pekingu, bronca
- 2008.: j.am. prvenstvo u Montevideu, zlato
- 2009.: Panamerički kup u Rosariju, zlato

## Ostali naslovi
- Campeón metropolitano (2000.)
- Campeón metropolitano (2003.)

## Vanjske poveznice
- (šp.) "Panamericanos: Medallas en hockey sobre césped", Santa Fe Deportivo.